# Cochranella granulosa
Cochranella granulosa (tên tiếng Tây Ban Nha là Ranita De Cristal) là một loài ếch thuộc họ Centrolenidae.
Loài này có ở Costa Rica, Honduras, Nicaragua, Panama, và có thể cả Colombia.
Môi trường sống tự nhiên của chúng là rừng ẩm vùng đất thấp nhiệt đới hoặc cận nhiệt đới, vùng núi ẩm nhiệt đới hoặc cận nhiệt đới, sông ngòi, và rừng trước đây suy thoái nghiêm trọng.
Chúng hiện đang bị đe dọa vì mất môi trường sống.